# Дзанотти, Гуэррино
Гуэррино Дзанотти (итал. Guerrino Zanotti; род. 24 октября 1962, Сан-Марино, Сан-Марино) — политический деятель Сан-Марино, капитан-регент Сан-Марино с 1 октября 2014 по 1 апреля 2015 года.

## Биография
Гуэррино Дзанотти родился в октябре 1962 года в столице Сан-Марино. По профессии является экономистом.
С 2006 года избирается в Большой генеральный совет по списку Партии социалистов и демократов Сан-Марино. Членом этой партии является с 2005 года. С 2009 года по 2013 год Дзанотти возглавлял партию, был её политическим секретарём. С 1 октября 2014 года по 1 апреля 2015 года был вместе с Джанфранко Теренци капитаном-регентом Сан-Марино.

## Семья
Гуэррино Дзанотти женат с 1990 года, воспитывает двоих сыновей. Семья проживает в столице Сан-Марино.